# Thomas Cup 2006/Qualifikation Asien
Die asiatische Qualifikation zum Thomas Cup 2006 fand vom 13. bis zum 19. Februar 2006 im Sawai Man Singh Stadium in Jaipur, Indien, statt. Malaysia, Südkorea, Indonesien und Indien qualifizierten sich für die Endrunde des Cups.

## Mannschaften
| Mannschaftsaufstellungen | Mannschaftsaufstellungen |
| Team                     | Spieler |
| ------------------------ | --- |
| Chinesisch Taipeh        | Chien Yu-hsiu, Liao Sheng-shiun, Chen Chih-hao, Chang Jeng-shyuang, Tsai Chia-hsin, Tseng Chung-lin, Huang Shih-chung, Chien Yu-hsun, Lee Wei-jen, Hu Chung-shien             |
| Hongkong                 | Ng Wei, Agus Hariyanto, Yohan Hadikusumo Wiratama, Albertus Susanto Njoto, Hung Yuk Wong, Tam Lok Tin, Lam Hoi Tak, Liu Kwok Wa, Zheng Yumin                                  |
| Indien                   | Abhinn Shyam Gupta, Chetan Anand, Arvind Bhat, Anup Sridhar, Sanave Thomas, Valiyaveetil Diju, Rupesh Kumar, Jaseel P. Ismail, Markose Bristow                                |
| Indonesien               | Taufik Hidayat, Sony Dwi Kuncoro, Simon Santoso, Markus Wijanu, Luluk Hadiyanto, Alvent Yulianto, Markis Kido, Hendra Gunawan, Candra Wijaya                                  |
| Iran                     | Kaveh Mehrabi, Ali Shahhosseini, Abdul Mohamadian Arash, Golam Reza Bagheri, Jalal Eskandare, Shiri Nikzad                                                                    |
| Malaysia                 | Wong Choong Hann, Muhammad Hafiz Hashim, Lee Chong Wei, Kuan Beng Hong, Choong Tan Fook, Chan Chong Ming, Fairuzizuan Tazari, Lin Woon Fui, Koo Kien Keat                     |
| Nepal                    | Ram Singh Chaudhari, Indra Mahata, Pashupati Paneru, Balaram Thapa |
| Pakistan                 | Wajid Ali Chaudhry, Omar Zeeshan, Ahsan Qamar, Rizwan Azam, Mohammad Atique, Mirza Ali Yar Beg, Rizwan Asghar Rana                                                            |
| Singapur                 | Lee Yen Hui Kendrick, Gerald Ho Hee Teck, Philip Phua, Aaron Tan, Chew Swee Hau, Denny Setiawan, Donny Prasetyo                                                               |
| Sri Lanka                | Niluka Karunaratne, Dinuka Karunaratne, U. D. R. P. Kumara, Niroshan John, Thushara Edirisinghe, Chameera Kumarapperuma, Duminda Jayakody                                     |
| Südkorea                 | Lee Hyun-il, Park Tae-sang, Park Sung-hwan, Lee Cheol-ho, Lee Yong-dae, Jung Jae-sung, Lee Jae-jin, Han Sang-hoon                                                             |
| Thailand                 | Boonsak Ponsana, Anupap Thiraratsakul, Poompat Sapkulchananart, Peerasak Wirayapadongpong, Songphon Anugritayawon, Nitipong Saengsila, Sudket Prapakamol, Patapol Ngernsrisuk |
| Vietnam                  | Nguyễn Anh Quốc, Trần Thanh Hải, Nguyễn Tiến Minh, Nguyễn Quang Minh, Nguyễn Hoàng Hải                                                                                        |

## Gruppenphase

### Gruppe A
| Team     | Pts | Pld | W | L | MF | MA |
| -------- | --- | --- | - | - | -- | -- |
| Malaysia | 3   | 3   | 3 | 0 | 15 | 0  |
| Pakistan | 2   | 3   | 2 | 1 | 8  | 7  |
| Iran     | 1   | 3   | 1 | 2 | 6  | 9  |
| Nepal    | 0   | 3   | 0 | 3 | 1  | 14 |

|          |     |          |
| Pakistan | 3–2 | Iran     |
|          |     |          |
| Malaysia | 5–0 | Nepal    |
|          |     |          |
| Pakistan | 5–0 | Nepal    |
|          |     |          |
| Malaysia | 5–0 | Iran     |
|          |     |          |
| Malaysia | 5–0 | Pakistan |
|          |     |          |
| Iran     | 4–1 | Nepal    |

### Gruppe B
| Team       | Pts | Pld | W | L | MF | MA |
| ---------- | --- | --- | - | - | -- | -- |
| Indonesien | 2   | 2   | 2 | 1 | 8  | 2  |
| Thailand   | 1   | 2   | 1 | 2 | 7  | 3  |
| Vietnam    | 0   | 2   | 0 | 3 | 0  | 10 |

|            |     |          |
| Indonesien | 5–0 | Vietnam  |
|            |     |          |
| Thailand   | 5–0 | Vietnam  |
|            |     |          |
| Indonesien | 3–2 | Thailand |

### Gruppe C
| Team     | Pts | Pld | W | L | MF | MA |
| -------- | --- | --- | - | - | -- | -- |
| Indien   | 2   | 2   | 2 | 1 | 7  | 3  |
| Hongkong | 1   | 2   | 1 | 2 | 7  | 3  |
| Singapur | 0   | 2   | 0 | 3 | 0  | 10 |

|          |     |          |
| Indien   | 4–1 | Singapur |
|          |     |          |
| Hongkong | 5–0 | Singapur |
|          |     |          |
| Indien   | 3–2 | Hongkong |

### Gruppe D
| Team              | Pts | Pld | W | L | MF | MA |
| ----------------- | --- | --- | - | - | -- | -- |
| Südkorea          | 2   | 2   | 2 | 1 | 10 | 5  |
| Chinesisch Taipeh | 1   | 2   | 1 | 2 | 5  | 5  |
| Sri Lanka         | 0   | 2   | 0 | 3 | 0  | 10 |

|                   |     |                   |
| Südkorea          | 5–0 | Sri Lanka         |
|                   |     |                   |
| Chinesisch Taipeh | 5–0 | Sri Lanka         |
|                   |     |                   |
| Südkorea          | 5–0 | Chinesisch Taipeh |

## Platz 5 bis 8
|  | 7. Platz | 7. Platz          | 7. Platz |  |  | 5. Platz | 5. Platz          | 5. Platz |
|  |          |                   |          |  |  |          |                   |          |
|  |          |                   |          |  |  |          |                   |          |
|  | A2       | Pakistan          | 0        |  |  |          |                   |          |
|  | B2       | Thailand          | 3        |  |  |          |                   |          |
|  |          |                   |          |  |  | B2       | Thailand          | 3        |
|  |          |                   |          |  |  | D2       | Chinesisch Taipeh | 1        |
|  | C2       | Hongkong          | 0        |  |  |          |                   |          |
|  | D2       | Chinesisch Taipeh | 3        |  |  |          |                   |          |
|  |          |                   |          |  |  |          |                   |          |

## Endrunde
|  | Halbfinale | Halbfinale | Halbfinale |    |          | Finale           | Finale           | Finale           |
|  |            |            |            |    |          |                  |                  |                  |
|  |            |            |            |    |          |                  |                  |                  |
|  | A1         | Malaysia   | 3          |    |          |                  |                  |                  |
|  | B1         | Indonesien | 2          |    |          |                  |                  |                  |
|  |            |            |            | D1 | Malaysia | 3                |                  |                  |
|  |            |            |            |    | B1       | Südkorea         | 2                |                  |
|  | C1         | Indien     | 0          |    |          |                  |                  |                  |
|  | D1         | Südkorea   | 3          |    |          | Spiel um Platz 3 | Spiel um Platz 3 | Spiel um Platz 3 |
|  |            |            |            |    |          | A1               | Indonesien       | 3                |
|  | C1         | Indien     | 1          |    |          |                  |                  |                  |
|  |            |            |            |    |          |                  |                  |                  |

## Halbfinale
- Malaysia – Indonesien 3:2
- Südkorea – Indien 3:0